# 葛连芳
葛连芳（？—？），天津人，中华人民共和国政治人物。
担任新港船舶修造厂钳工工长，后当选天津市劳动模范。1954年，当选第一届全国人民代表大会代表。